# Хаттори Дохо
Хаттори Дохо (яп. 服部 土芳) (настоящее имя — Хаттори Ясухидэ, яп. 服部 保英); 1657, Ига — 6 марта 1730) — японский поэт школы Басё, видный представитель поэтического жанра хайку периода Эдо.
Происходил из семьи, которая служила княжеской семье клана Тодо. В детстве познакомился со старшим его на 13 лет Мацуо Басё, который позже стал поэтом, теоретиком стиха и его учителем.
Первые стихи Хаттори Дохо появились в его сборнике «Sarumino» («Обезьянья шуба»).
Позже вышел сборник его собственных стихов, созданных между 1688 и 1729 годами и стихов поэтов его родного края «Minomushian» (蓑 虫 庵). Книга «Sanzōshi» («Сандзоси», «Три книги», 1704 г. (三 冊子), является одним из главных достоверных источников информации о жизни его учителя Мацуо Басё. В ней также раскрыта специфика нового направления в поэзии хайку, созданного Басё в конце жизни, а также приведены последние наставления поэта ученикам.
Учитель Басё сказал: «Чтобы выразить прелесть самой сердцевины вещей, нужно было надрывать живот в течение многих дней». Его ученик Хаттори Дохо добавил: «Ради такого стихотворения можно переломать и кости». Так необычайно остро единая внутренняя суть разных явлений была схвачена поэтом и выведена в хайку.
Хаттори Дохо писал: «Новизна — цветок хайкай. Старое заставляет вспомнить рощу, в которой нет цветов. То, к чему постоянно стремился покойный учитель, — это аромат новизны».